# Парагвай
 Тази статия е за държавата в Южна Америка.  За реката вижте Парагвай (река).  
Република Парагвай (на испански: República del Paraguay) е държава в Южна Америка. Граничи на юг-югозапад с Аржентина, с Бразилия на североизток и с Боливия на северозапад. Вътрешноконтинентална държава, без излаз на море или океан. Общата дължина на границите е 3920 km. Площта ѝ е 406 750 km², от която водната повърхност е 2,3%. Населението през юли 2004 г. е 6 191 368 души. Климатът е субтропичен до умерен.
Столица на Парагвай е Асунсион. Административно страната е разделена на 17 департамента и един столичен департамент.

## География
Държавата Парагвай е разположена в северозападната част на Лаплатската низина.

## История
Европейците за пръв път пристигат в този район в ранните периоди на 16 век. Днешната столица на Парагвай, Асунсион е основана от испанския конкистадор Хуан де Салазар на 15 август 1537 г.
Градът става център на испанска колониална провинция, както и център на разпространението на християнството по тези земи през 18 век. Парагвай обявява независимост след като отхвърля местното испанско управление на 14 май 1811 г.
Историята на Парагвай е белязана от дълги авторитарни управления, политическа нестабилност и опустошителни войни със съседите.
Следколониалната история на Парагвай се разделя на следните основни периоди: 

1811 – 1816 Основаване на Парагвай и администрацията 

1816 – 1840 Управление на Хосе Гаспар Родригес де Франсия 

1840 – 1865 Правителства на Карлос Антонио Лопес и Франсиско Солано Лопес 

1865 – 1870 Войната на Тройния съюз. Загуба на 50% от територията на Парагвай, както и на 80% от населението 

1870 – 1904 Възстановяване на Парагвай от войната и управление на правителства от Колорадската партия 

1904 – 1932 Управление на Либерална партия 

1932 – 1935 Война за Гран Чако с Боливия 

1935 – 1940 Управление на революционерската партия Фебериста и Хосе Феликс Естегарибиа 

1940 – 1948 Правителство на Хигинио Мориниго 

1948 – 1954 Парагвайска гражданска война и ново управление на Колорадската Партия 

1954 – 1989 Управление на диктатора Алфредо Стреснер 

1989 – Демократични реформи
Освен обявяването на независимост през 1811, войната на Чако и Войната на тройния съюз има и други важни събития в историята Парагвай. Парагвай участва във Войната на тройния съюз, най-голямата война в историята на Южна Америка. В нея участват и Бразилия, Аржентина и Уругвай, които се бият в съюз срещу Парагвай. След пет години кървави бойни действия, Парагвай е победен и са му отнети огромни територии. Във войната за Чако Парагвай отвоюва част от 'Гран Чако', регион в централна
Южна Америка от Боливия.

## Държавно устройство
Парагвай е президентска република - глава на държавата и правителството е президентът, избиран за срок от 5 години. В неговите ръце е съсредоточена изпълнителната власт. Президентът, съгласно конституцията, е главнокомандващ на въоръжените сили, назначава кабинета на министрите и ръководителите на местната администрация.
Парламентът е двукамарен конгрес, който се състои от 45 члена на сената и 80 члена на камарата на депутатите, избирани от населението за петгодишен мандат. Сенаторите се избират от националните партийни листи, докато членовете на камарата на депутатите се избират от департаментите и столичния окръг.

## Административно деление
Парагвай се състои от 17 департамента и 1 столичен окръг: Горен Парагвай, Горна Парана, Столичен окръг (Парагвай), Консепсион, Итапуа, Мисионес, Сан Педро, Амамбай, Бокерон, Каагуасу, Каасапа, Каниндею, Сентрал, Кордийера, Гуаира, Неембуку, Парагуари и Пресиденте Айес.

## Климат
Тропичен със средна месечна температура – юли 17 – 19 °С, януари – 27 – 29 °С. Валежи – от 700 – 1000 mm на запад до 2000 mm на изток. Главните реки – Парана и Парагвай, са плавателни. Растителност – смесени листопадно-вечнозелени гори и храсти (включително и парагвайския чай – мате), в речните долини – заблатени гори и високотревна савана. Горите заемат 56% от площта на страната.

## Стопанство
Аграрно-индустриална страна. Обработваемите земи са 8%, а пасищата – 34% от площта на страната. Животновъдството е пасищно – едър рогат добитък (около 8 млн. глави), овце, коне. Основни култури – соя, царевица, захарна тръстика, манго, батати, цитруси. Страната изнася соя (42% от износа), чай (мате), тютюн, памук, кафе. Развито е и лозаро-винарството. От добиваните полезни изкопаеми с най-голямо значение са солта и варовикът. Има и залежи на железни, медни, манганови руди и нефт. Промишлеността е представена от малки предприятия на хранително-вкусовата (обработка на месо), дървообработваща, производство на дъбилен екстракт, текстилна, циментова и тютюнопреработваща промишленост. Тук е построен най-големият в света хидроенергиен комплекс на р. Парана (проектна мощност 12,6 млн. kW).
Сивата икономика е с най-висок процент в Латинска Америка, а контрабандата сериозен държавен проблем. Въпреки многобройните официални протести на съседните страни, Парагвай не може да се справи на този етап с нея. Според данни на Прозрачност без граници страната е най-корумпираната в Южна Америка. В същото време това е втората страна по бедност на континента с БВП на глава от населението от 4000 щ.д. за 2007 г. Негативната статистика се допълва с близо 1 милион безработни или 16% от трудоспособното население.

## Население
6,4 млн. жители (по оценка от юли 2010 г.). Гъстота – 13,8 д/km². Естествен прираст 29. Средна продължителност на живота – мъже – 70 г., жени – 74 г.
Етнически състав – парагвайци гуарани (индианци и метиси) – 89,9%, други индианци – 2,2%, бразилци – 3,5%, германци – 1,5%, японци – 0,6%, други – 2,3%.
Конфесионален състав: християни – 98,5% (католици – 97,5%, протестанти – 2,0%, други – 0,5%), други – 1,5%. Извън страната живеят около 700 хил. парагвайци, главно в Бразилия и Аржентина. Градско население – 56%.
Официалните езици са два – гуарански и испански. По-голямата част от населението владее и двата, но на институционално ниво испанският преобладава.

## Спорт
Най-популярният спорт в Парагвай е футболът. Националният отбор е един от най-добрите на континента и е печелил два пъти Копа Америка – 1953 и 1979 г. На Олимпийски игри в Атина през 2004 г. футболният отбор печели сребърните медали, които до този момент са и единственото олимпийско отличие на страната. На световни първенства парагвайският национален отбор участва седем пъти.
След футбола, вторият любим спорт на парагвайците са автомобилните ралита. Най-голямото местно рали е Транс Чако и се провежда от 1971 г. Тенисът е друг спорт, който масово се практикува. На професионално ниво най-добрият парагвайски тенисист за всички времена е Виктор Пеки, който достига до 9-о място в ATP и играе финал на Откритото първенство на Франция през 1979 г.

## Други
- Комуникации в Парагвай
- Транспорт в Парагвай
- Армия на Парагвай
- Външна политика на Парагвай